# Jacques Pierre Abbatucci
Jacques Pedro Abatucci (Zicavo, Córsega, 7 de Setembro de 1723 – Ajaccio, 17 de Março de 1813) foi um general francês, defendeu vitoriosamente o seu país contra os genoveses. Foi menos  feliz  contra  a República  Francesa durante a revolução, teve de se submeter e foi nomeado marechal de campo de Luís XVI.
No tempo da República foi encarregado de defender a Córsega contra Pascal Paoli e os Ingleses, mas tendo sido mal sucedido, foi para França continental e acompanhou a Itália o general Bonaparte. Foi pai de Carlos Abatucci que também foi um conhecido general francês.